# Université d'État de Voronej
L’université d’État de Voronej est un établissement d'enseignement supérieur l'un des plus importants de Russie et l'un des principaux foyers scientifiques et culturels du centre du pays. Fondée le 18 mai 1918, elle est située dans le centre historique de la ville de Voronej.
L'origine de la création en 1918 de cette université vient du fait qu'en cette année, les Allemands occupaient l'Estonie et donc ils ont remplacé l'université de Tartu en y faisant venir les enseignants.
Sa devise est « Semper in motu » (en français : « Toujours en mouvement »).

## Facultés et instituts
- Faculté de biologie et de pédologie
- Faculté de géographie, de géoécologie et de tourisme
- Faculté de géologie
- Faculté d'histoire
- Faculté de mathématiques
- Faculté de mathématiques appliquées, d'informatique et de mécanique
- Faculté de philologie en romano-germanistique
- Faculté de physique
- Faculté de philologie
- Faculté de chimie
- Faculté d'économie
- Faculté de droit
- Faculté de journalisme
- Faculté de philosophie et de psychologie
- Faculté de pharmacie
- Faculté de sciences informatiques
- Faculté de relations internationales
- Faculté d'enseignement militaire (chaire militaire, centre d'enseignement militaire)
- Institut d'études avancées
- Institut d'enseignement international.